# Orthocladius pedestris
Orthocladius pedestris är en tvåvingeart som beskrevs av Jean-Jacques Kieffer 1909. Orthocladius pedestris ingår i släktet Orthocladius och familjen fjädermyggor. Arten har ej påträffats i Sverige. Inga underarter finns listade i Catalogue of Life.